# Sohu
Sohu (en chino simplificado, 搜狐; pinyin, Sōuhú, léase: Sóu-Ju) es un importante proveedor de servicios de internet en la República Popular de China.  Tiene su sede en el Sohu.com Internet Plaza (S: 搜狐网络大厦, T: 搜狐網絡大廈, P: Sōuhú Wǎngluò Dàshà) en Haidian, Pekín.
La compañía y sus subsidiarias ofrecen contenido, clasificados, búsquedas patrocinadas, juegos, comercio electrónico en línea e inalámbrico, a través de una matriz compuesta de servicios web que incluyen el portal masivo y uno de los destinos en línea más visitados http://sohu.com ; http://sogou.com , uno de los sitios de búsqueda más importantes; el club de exalumnos en línea https://web.archive.org/web/20191007065607/http://www.chinaren.com/; el portal de juegos http://www.17173.com; uno de los más importantes sitios prediales; el proveedor de servicios inhalámbricos https://web.archive.org/web/20171004202600/http://www.goodfeel.com.cn/ y http://www.go2map.com , uno de los más importantes sitios de mapeo. Los usuarios de la comunidad disfrutan una amplia gama de ofertas con respecto a la información, servicios inalámbricos y comercio electrónico.
Para abril de 2005 Sohu estaba entre los 5 sitios más visitados del internet.